# Onthophagus hiroyukii
Onthophagus hiroyukii là một loài bọ cánh cứng trong họ Bọ hung (Scarabaeidae).